# Sudanivka, Solone
Sudanivka (în ucraineană Суданівка) este un sat în comuna Moprivske din raionul Solone, regiunea Dnipropetrovsk, Ucraina.

## Demografie
Componența lingvistică a localității Sudanivka
     Ucraineană (93,39%)
     Rusă (6,2%)
Conform recensământului din 2001, majoritatea populației localității Sudanivka era vorbitoare de ucraineană (93,39%), existând în minoritate și vorbitori de rusă (6,2%).